# NGC 4148
NGC 4148 في الفهرس العام الجديد، هي مجرة، تقع في كوكبة السلوقيان. اكتشفت في 7 فبراير 1866 بواسطة هاينريش لويس دريست.

## روابط خارجية
- NGC 4148 على موقع ويكي سكاي: DSS2, SDSS, GALEX, IRAS, Hydrogen α, X-Ray, Astrophoto, Sky Map, Articles and images